# Składy drużyn olimpijskich w piłce siatkowej mężczyzn 1980
Artykuł grupuje składy wszystkich reprezentacji narodowych w piłce siatkowej, które wystąpiły w turnieju siatkówki mężczyzn na Letnich Igrzyskach Olimpijskich w 1980 roku w Moskwie.

## Składy drużyn
| Numer | Imię i nazwisko           | Rok urodzenia |
| ----- | ------------------------- | ------------- |
| 1     | João Alves Graneiro       | 1957          |
| 2     | Xandó                     | 1961          |
| 3     | Antônio Gueiros           | 1957          |
| 4     | José Montanaro            | 1958          |
| 5     | Antônio Moreno            | 1948          |
| 6     | Renan dal Zotto           | 1960          |
| 7     | William Carvalho da Silva | 1954          |
| 8     | Amauri Ribeiro            | 1959          |
| 9     | Bernardo Rezende          | 1959          |
| 10    | Jean-Luc Rosat            | 1949          |
| 11    | Geraldo Wanderley         | 1956          |
| 12    | Bernard Rajzman           | 1957          |

| Numer | Imię i nazwisko  | Rok urodzenia |
| ----- | ---------------- | ------------- |
| 1     | Stojan Gunczew   | 1958          |
| 2     | Christo Stojanow | 1953          |
| 3     | Dimityr Złatanow | 1948          |
| 4     | Dimityr Dimitrow | 1952          |
| 5     | Cano Canow       | 1949          |
| 6     | Stefan Dimitrow  | 1956          |
| 7     | Petko Petkow     | 1958          |
| 8     | Mitko Todorow    | 1956          |
| 9     | Kaspar Simeonow  | 1955          |
| 10    | Emił Wyłczew     | 1950          |
| 11    | Christo Iliew    | 1951          |
| 12    | Jordan Angełow   | 1953          |

| Numer | Imię i nazwisko  | Rok urodzenia |
| ----- | ---------------- | ------------- |
| 1     | Igor Prieložný   | 1957          |
| 2     | Pavel Valach     | 1953          |
| 3     | Vlado Sirvoň     | 1951          |
| 4     | Ján Repák        | 1956          |
| 5     | Josef Novotný    | 1956          |
| 6     | Jaroslav Šmíd    | 1955          |
| 7     | Vlastimil Lenert | 1950          |
| 8     | Jaroslav Kopet   | 1952          |
| 9     | Ján Cifra        | 1955          |
| 10    | Pavel Řeřábek    | 1952          |
| 11    | Josef Pick       | 1958          |
| 12    | Cyril Krejčí     | 1957          |

| Numer | Imię i nazwisko     | Rok urodzenia |
| ----- | ------------------- | ------------- |
| 1     | Vladimir Bogoevski  | 1953          |
| 2     | Vladimir Trifunović | 1958          |
| 3     | Aleksandar Tasevski | 1953          |
| 4     | Zdravko Kuljić      | 1953          |
| 5     | Goran Srbrinovski   | 1956          |
| 6     | Slobodan Lozančić   | 1955          |
| 7     | Ivica Jelić         | 1952          |
| 8     | Boro Jović          | 1954          |
| 9     | Radovan Malević     | 1957          |
| 10    | Miodrag Mitić       | 1959          |
| 11    | Ljubomir Travica    | 1954          |
| 12    | Mladen Kašić        | 1958          |

| Numer | Imię i nazwisko      | Rok urodzenia |
| ----- | -------------------- | ------------- |
| 1     | Diego Lapera         | 1950          |
| 2     | Víctor García        | 1950          |
| 3     | Luis Oveido          | 1957          |
| 4     | Ernesto Martínez     | 1951          |
| 5     | Ricardo Leyva        | 1956          |
| 6     | Jorge Garbey         | 1954          |
| 7     | Raúl Vilches         | 1954          |
| 8     | Carlos Salas         | 1955          |
| 9     | Antonio Pérez        | 1956          |
| 10    | Leonel Marshall      | 1954          |
| 11    | Carlos Ruíz          | 1957          |
| 12    | José David Sotolongo | 1953          |

| Numer | Imię i nazwisko   | Rok urodzenia |
| ----- | ----------------- | ------------- |
| 1     | Komoluddin Bodi   |               |
| 2     | Adnan el-Khuja    |               |
| 3     | Semir Sagar       |               |
| 4     | Miloud Zakka      |               |
| 5     | Mohammed Bochor   |               |
| 6     | Ahmed Zoubi       |               |
| 7     | Awad Zakka        |               |
| 8     | Ahmed el-Fogei    |               |
| 9     | Jamol Zarugh      |               |
| 10    | Elmendi el-Sherif |               |
| 11    | Rogob Zekka Wanis |               |
| 12    | Mustafa Musbah    |               |

| Numer | Imię i nazwisko     | Rok urodzenia |
| ----- | ------------------- | ------------- |
| 1     | Robert Malinowski   | 1957          |
| 2     | Maciej Jarosz       | 1959          |
| 3     | Wiesław Czaja       | 1952          |
| 4     | Lech Łasko          | 1956          |
| 5     | Tomasz Wójtowicz    | 1953          |
| 6     | Wiesław Gawłowski   | 1950          |
| 7     | Wojciech Drzyzga    | 1958          |
| 8     | Bogusław Kanicki    | 1953          |
| 9     | Ryszard Bosek       | 1950          |
| 10    | Włodzimierz Nalazek | 1957          |
| 11    | Leszek Molenda      | 1953          |
| 12    | Władysław Kustra    | 1955          |

| Numer | Imię i nazwisko     | Rok urodzenia |
| ----- | ------------------- | ------------- |
| 1     | Corneliu Oros       | 1950          |
| 2     | Laurențiu Dumănoiu  | 1951          |
| 3     | Dan Gîrleanu        | 1954          |
| 4     | Nicu Stoian         | 1957          |
| 5     | Sorin Macavei       | 1956          |
| 6     | Constantin Sterea   | 1951          |
| 7     | Nicolae Pop         | 1951          |
| 8     | Günther Enescu      | 1955          |
| 9     | Valter Chifu        | 1953          |
| 10    | Marius Căta-Chițiga | 1960          |
| 11    | Florin Mina         | 1959          |
| 12    | Viorel Manole       | 1957          |

| Numer | Imię i nazwisko     | Rok urodzenia |
| ----- | ------------------- | ------------- |
| 1     | Antonio Bonini      | 1954          |
| 2     | Claudio Di Coste    | 1954          |
| 3     | Mauro Di Bernardo   | 1956          |
| 4     | Sebastiano Greco    | 1953          |
| 5     | Francesco Dall’Olio | 1953          |
| 6     | Giulio Belletti     | 1957          |
| 7     | Fabrizio Nassi      | 1951          |
| 8     | Giancarlo Dametto   | 1959          |
| 9     | Stefano Sibani      | 1951          |
| 10    | Giovanni Lanfranco  | 1956          |
| 11    | Fabio Innocenti     | 1950          |
| 12    | Franco Bertoli      | 1959          |

| Numer | Imię i nazwisko     | Rok urodzenia |
| ----- | ------------------- | ------------- |
| 1     | Jurij Panczenko     | 1957          |
| 2     | Wiaczesław Zajcew   | 1952          |
| 3     | Aleksandr Sawin     | 1957          |
| 4     | Władimir Dorochow   | 1954          |
| 5     | Aleksandr Jermiłow  | 1954          |
| 6     | Pāvels Seļivanovs   | 1952          |
| 7     | Oleg Moliboga       | 1954          |
| 8     | Władimir Kondra     | 1950          |
| 9     | Władimir Czernyszow | 1951          |
| 10    | Fedir Łaszczonow    | 1950          |
| 11    | Wałerij Krywow      | 1951          |
| 12    | Viljar Loor         | 1954          |